# Chassis (zespół muzyczny)
Chassis – polski zespół muzyczny założony w 1999 roku w Gdańsku, kiedy to do muzyków grupy Cierń dołączył wokalista Not Quite Metal, Michał Gabryelczyk. Muzyka grana przez Chassis jest wypadkową rocka i metalu, charakteryzuje się niskim brzmieniem gitar oraz melodyjnym wokalem w odpowiednich momentach przybierającym drapieżny charakter. Jednym z pierwszych sukcesów zespołu było zdobycie drugiego miejsca w podsumowaniu rocznym 2004 Listy Przebojów Radia Gdańsk dzięki piosence There's A Place. Grupa zagrała setki koncertów w klubach całej Polski, na festiwalach i przeglądach. Chassis obecny był na antenach stacji radiowych i TV m.in. Polskie Radio Program III, Eska Rock, Antyradio, Radio Dla Ciebie, Kuba Wojewódzki Polsat, TVN Uwaga.

W maju 2011 Chassis na przeglądzie Antyfest 2011 zdobył drugie miejsce i specjalne wyróżnienie. Na warszawskim festiwalu Sonisphere 2011 występował u boku m.in. Mastodon, Motorhead i Iron Maiden.

## Muzycy
Ostatni skład zespołu
- Michał „Misiek” Gabryelczyk – wokal (od 1999)
- Mateusz „Matrix” Rybicki – gitara (od 1999)
- Maciej „Koniu” Kończak – gitara (od 2007)
- Piotr „Piooro” Piórkowski – gitara basowa (od 1999)
- Karol Skrzyński – perkusja (od 2010)
- Aleksander „ Olas” Ostrowski – perkusja (od 2013)

Byli członkowie zespołu
- Tomasz „Jakobs” Kiczorowski – perkusja (1999–2006)[1]
- Paweł „Pablo” Jelionek – gitara (1999–2006)[1]
- Artur „Gaj” Ośko – perkusja (2006–2007)[1]
- Arek „Młody” Bogaj – gitara (2006–2007)[1]
- Maciej „Bully” Buliński – perkusja (2007–2009)
- Krzysztof „Zwierzak” Toczek – perkusja (2009)

## Dyskografia
- wHywerolL (2005)[2]
- On Stage Again EP (2009)
- Social Distortion (2012)

### Single
- My Way (2005)
- Wide Eyes Open (2012)
- Never Give Up (2012)